# Antônio Dias Pavão
Antônio Dias Pavão foi o primeiro e único barão, visconde com grandeza e conde de Itaguaí, (São Sebastião, 13 de março de 1790 — Rio de Janeiro, 14 de junho de 1875) foi um fazendeiro e militar brasileiro.

Armas do conde de Itaguaí.

## Biografia

Armas do conde de Itaguaí.

Filho de Jorge Pavoni Vico, engenheiro civil veneziano, e de Vitória Maria de Queirós. Casou-se em primeiras núpcias com Vitória Alves Dias e depois, em 28.8.1828, com Ana Brasília Teixeira Pires, com quem teve dois filhos;
1. Maria Fausta Dias Pavão, casada com seu tio, Francisco Basilio Júnior.
2. Antonio Dias Pavão de Araújo, Moço Fidalgo da Casa Imperial, casado com sua prima, Maria Fausta Dias Pavão.

Foi agraciado com as seguintes condecorações: Cavaleiro da Casa Imperial, Comendador da Ordem de Cristo e Comendador da Ordem da Rosa.
Dias Pavão destacou-se como fazendeiro produtor de açúcar, café e aguardente, acumulando grande fortuna, empregada em obras de caridade e instituições sociais.
Durante a Guerra do Paraguai, doou dezessete contos de réis ao Governo e colaborou municiando e fardando seis voluntários. Foi major e tenente-coronel do exército brasileiro.
Além de prior da Venerável Ordem Terceira de Nossa Senhora do Carmo, é um dos fundadores e grandes beneméritos da Santa Casa de Misericórdia do Rio de Janeiro, do Asilo dos Mendigos de São Pedro de Alcântara, do Asilo para Inválidos da Guerra do Paraguai, e presidiu a Comissão nomeada pela Câmara Municipal de Petrópolis para recepcionar o imperador Pedro II, por ocasião do término da Guerra do Paraguai.
Residiu em logradouro da fidalguia, a Rua São Clemente, n. 24, no bairro de Botafogo, Rio de Janeiro, e, posteriormente, na Rua das
Laranjeiras, n. 74, onde veio a falecer.
Celestino de Sá Freire Basilio, descendente de Antônio Dias Pavão, foi Presidente da Ordem dos Advogados do Brasil, de 1.2.1967 a 26.6.1968, foi o quadragéssimo Presidente do Instituto dos Advogados Brasileiros, de 1962 a 1964, além de Professor Titular da Pontifícia Universidade Católica do Rio de Janeiro, da cadeira de Teoria Geral do Estado.
A fazenda de Antônio Dias Pavão englobava parte representativa do território do atual Município de Itaguaí, no Estado do Rio de Janeiro, cuja bandeira possui quatro estrelas, uma delas inserida em homenagem a ele.